# 덴노주쿠역
덴노주쿠역(일본어: 天王宿駅, てんのうじゅくえき)은 일본 군마현 기류시에 있는 조모 전기 철도 조모 전기 철도 조모 선의 역이다.

## 역 구조
섬식 승강장 1면 2선의 지상역으로 무인역이다.

### 승강장
|  | ■ 조모 선 | 니시키류 방면     |
|  | ■ 조모 선 | 주오마에바시 방면 |

## 역 주변
- 와타라세 계곡 철도 와타라세 계곡선・도부 기류 선 아이오이역
- 기류 아이오이 우체국
- 기류 시립 아이오이 초등학교
- 기류 메이지관
- 기류 토목 사무소
- 기류 시민 광장
- 아타고 신사
- 야쿠오지
- 문신도 서점 아이오이점
- 마에바시 지방 법원 기류 지부
- 마에바시 가정 법원 기류 지부
- 기류 간이 재판소
- 마에바시 지방 검찰청 기류 지부
- 기류 구 검찰청

## 역사
- 1938년 3월 10일: 영업 개시.
- 1957년 12월 6일: 정류장으로 승격.

## 인접역
| ■ 조모 전기 철도 조모 선       | ■ 조모 전기 철도 조모 선 | ■ 조모 전기 철도 조모 선   |
| ------------------------------ | ------------------------ | -------------------------- |
| 기류큐조마에 주오마에바시 방면 |                          | 후지야마시타 니시키류 방면 |